# Arthashastra
De Arthashastra (Sanskriet: Arthaśāstra, van artha, macht en śāstra, verhandeling) is een Indiase verhandeling over staatkunde uit de antieke Oudheid. Wanneer het werk precies geschreven werd is onbekend, maar volgens de traditie was de auteur Kautilya of Chanakya, leraar, mentor en minister van keizer Chandragupta Maurya (regeerde 320-297 v.Chr.), stichter van het Mauryarijk. De bewaard gebleven versie van het werk is echter een bewerking door de schrijver Vishnugupta, die rond de 3e eeuw n.Chr. leefde. De Arthashastra is een handleiding voor een autoritaire vorst die bereid is tot het uiterste te gaan om aan de macht te blijven. Het werk beschrijft hoe de vorst door middel van een sterk gecentraliseerde staatsvorm zijn macht kan handhaven en zowel de eigen bevolking als naburige staten onder de duim kan houden.
De Arthashastra handelt in detail over de belastinginning en hoe de vorst deze zoveel mogelijk naar zich toe kan trekken. Ook adviseert de tekst de vorst een grootschalig netwerk van spionnen in te zetten om zowel de stemming van de bevolking te peilen als zijn naaste adviseurs en ministers in de gaten te houden. Buurstaten worden geacht onderworpen te worden als ze zwakker zijn en met diplomatie bespeeld te worden als ze te sterk zijn om onderworpen te worden.
Historici zien de Arthashastra als een belangrijke bron over de bestuurlijke opbouw van het Mauryarijk en andere staten uit de Indiase Oudheid. Het is echter onduidelijk of het een normatieve of beschrijvende tekst is en daarmee in hoeverre de ideeën uit de tekst in praktijk ten uitvoer gebracht konden worden. Vanwege het uitgangspunt dat de vorst al het mogelijke dient te doen om aan de macht te blijven, is Kautilya wel met Machiavelli vergeleken en de Arthashastra met De vorst.